# 藤本壮介
藤本 壮介（ふじもと そうすけ、1971年〈昭和46年〉 - ）は、日本の建築家。藤本壮介建築設計事務所主宰。日本建築大賞、JIA新人賞など多数受賞。

## 来歴・人物
北海道上川郡東神楽町に生まれる。子ども時代、実家にあったアントニ・ガウディの写真集を見て衝撃を受ける。
大学卒業後は一人で設計活動を行っていたが、2000年2月、青森県立美術館設計競技2位（優秀賞）を受賞し、建築家として認められた。
2007年2月、「情緒障害児短期治療施設」（2006年竣工。北海道伊達市）で2007年度日本建築大賞を受賞。
2021年、主導的に設計を手がけた白井屋ホテル（群馬県前橋市）が「National Geographic Traveller Hotel Awards 2021」に入選した。

## 略歴
- 1990年 北海道旭川東高等学校卒業
- 1994年 東京大学工学部建築学科卒業
- 2000年 青森県立美術館設計競技2位（優秀賞）
- 2000年 藤本壮介建築設計事務所を設立
- 2000～2009年 京都大学、昭和女子大学非常勤講師などを歴任
- 2009年〜2011年 東京大学生産技術研究所人間・社会系部門特任准教授[4][5]

## 作品
| 名称                                                     | 年     | 所在地                 | 国           | 状態                                | 備考                                                   |
| -------------------------------------------------------- | ------ | ---------------------- | ------------ | ----------------------------------- | ------------------------------------------------------ |
| 聖台病院作業療法棟                                       | 1996年 | 北海道旭川市           | 日本         |                                     |                                                        |
| 聖台病院新病棟                                           | 1999年 | 北海道旭川市           | 日本         |                                     |                                                        |
| しじま山荘                                               | 2002年 | 長野県白馬村           | 日本         |                                     |                                                        |
| 授産施設                                                 | 2003年 | 北海道伊達市           | 日本         |                                     |                                                        |
| 伊達の援護寮                                             | 2003年 | 北海道伊達市           | 日本         |                                     | JIA新人賞                                              |
| T House                                                  | 2005年 | 群馬県前橋市           | 日本         |                                     |                                                        |
| 登別のグループホーム                                     | 2006年 | 北海道登別市           | 日本         |                                     |                                                        |
| 情緒障害児短期治療施設 体育館棟                          | 2006年 | 北海道伊達市           | 日本         |                                     | JIA日本建築大賞                                        |
| 情緒障害児短期治療施設 生活棟・家族療法棟                | 2006年 | 北海道伊達市           | 日本         |                                     | JIA日本建築大賞                                        |
| K house                                                  | 2006年 | 大阪市中央区           | 日本         | 現存せず                            |                                                        |
| House O                                                  | 2007年 | 千葉県                 | 日本         |                                     |                                                        |
| House N                                                  | 2008年 | 大分県大分市           | 日本         |                                     |                                                        |
| くまもとアートポリス「次世代モクバン」final wooden house | 2008年 | 熊本県芦北町           | 日本         |                                     |                                                        |
| House H                                                  | 2008年 | 東京都                 | 日本         |                                     |                                                        |
| House before House                                       | 2008年 | 栃木県宇都宮市         | 日本         | 現存せず                            |                                                        |
| 東京アパートメント                                       | 2010年 | 東京都板橋区           | 日本         |                                     |                                                        |
| 武蔵野美術大学図書館                                     | 2010年 | 東京都小平市           | 日本         |                                     |                                                        |
| House Om                                                 | 2010年 | 神奈川県横浜市         | 日本         |                                     |                                                        |
| ユニクロ 心斎橋店                                        | 2010年 | 大阪市中央区           | 日本         |                                     |                                                        |
| House NA                                                 | 2011年 | 東京都                 | 日本         |                                     |                                                        |
| 武蔵野美術大学美術館改修                                 | 2011年 | 東京都小平市           | 日本         |                                     |                                                        |
| 市原の公衆トイレ                                         | 2012年 | 千葉県市原市           | 日本         |                                     | 小湊鉄道線飯給駅構内に設置された「世界一広いトイレ」。 |
| House K                                                  | 2012年 | 兵庫県西宮市           | 日本         |                                     |                                                        |
| サーペンタイン・ギャラリー・パビリオン2013               | 2013年 | ティラナ               | アルバニア   | 移築                                |                                                        |
| せとの森住宅                                             | 2013年 | 広島県福山市           | 日本         |                                     |                                                        |
| Many Small Cubes                                         | 2014年 | パリ                   | フランス     |                                     |                                                        |
| クルンバッハのバス停                                     | 2014年 | クルンバッハ           | オーストリア |                                     |                                                        |
| Omotesando Branches                                      | 2014年 | 東京都渋谷区           | 日本         |                                     |                                                        |
| 直島パヴィリオン                                         | 2015年 | 香川県直島町           | 日本         |                                     |                                                        |
| 賃貸空間タワー                                           | 2016年 | 東京都江東区           | 日本         | 現存せず                            |                                                        |
| 公衆トイレ                                               | 2018年 | 千葉県市原市           | 日本         |                                     | 小湊鉄道線上総鶴舞駅前に設置。                         |
| 白井屋ホテル                                             | 2020年 | 群馬県前橋市           | 日本         |                                     | 廃業した旅館を再生したアートホテル                     |
| ザンクトガレン大学のラーニングセンター                   | 2022年 | ザンクト・ガレン       | スイス       |                                     |                                                        |
| 太宰府天満宮仮殿                                         | 2023年 | 福岡県太宰府市         | 日本         | 本殿改修工事中の約3年のみ使用予定。 |                                                        |
| 2025大阪・関西万博 大屋根リング                          | 2025年 | 大阪府大阪市此花区夢洲 | 日本         | 会期終了後解体予定                  | 会場デザインプロデューサーを担当                       |
| 明治公園（福岡市）                                       | 2026年 | 福岡市博多区博多駅前   | 日本         | 建設中                              | 総合デザイン監修者                                     |
| Torch Tower                                              | 2028年 | 東京都千代田区大手町   | 日本         | 建設中                              | 頂部デザインアドバイザーを担当                         |

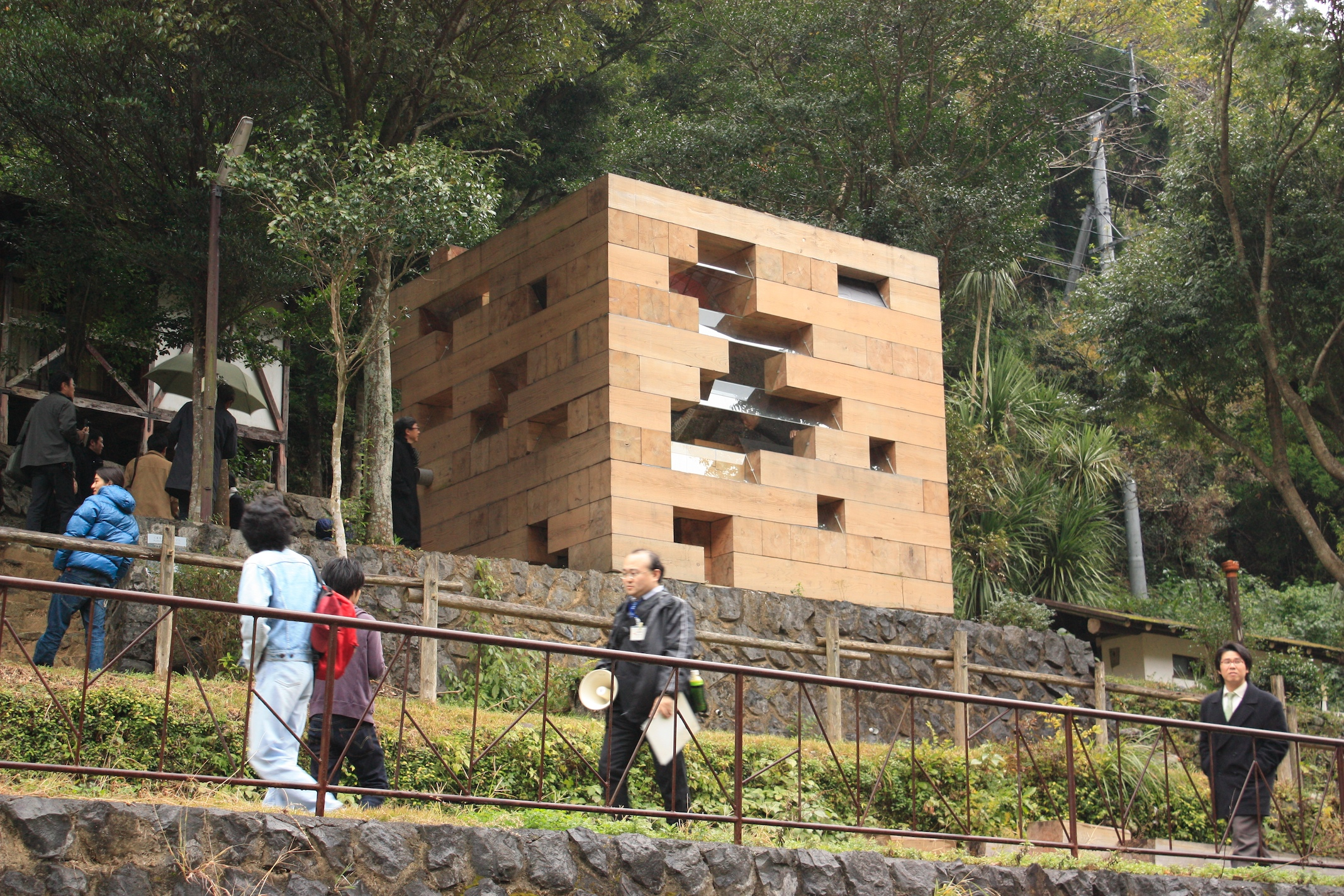
「次世代モクバン」
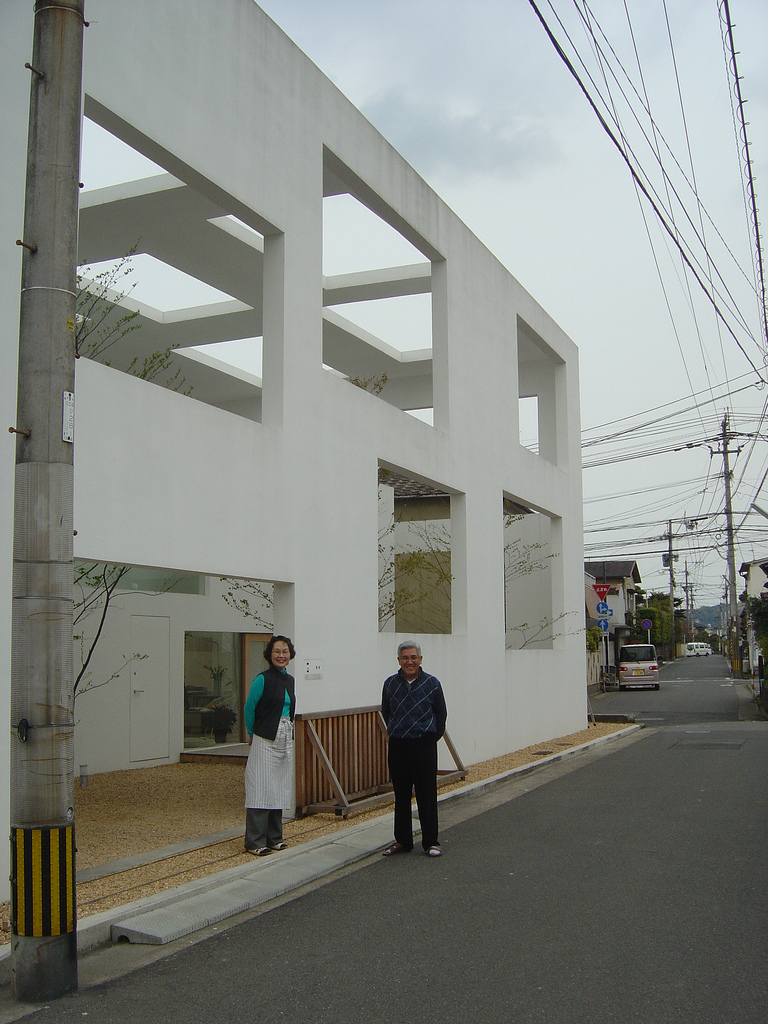
house N
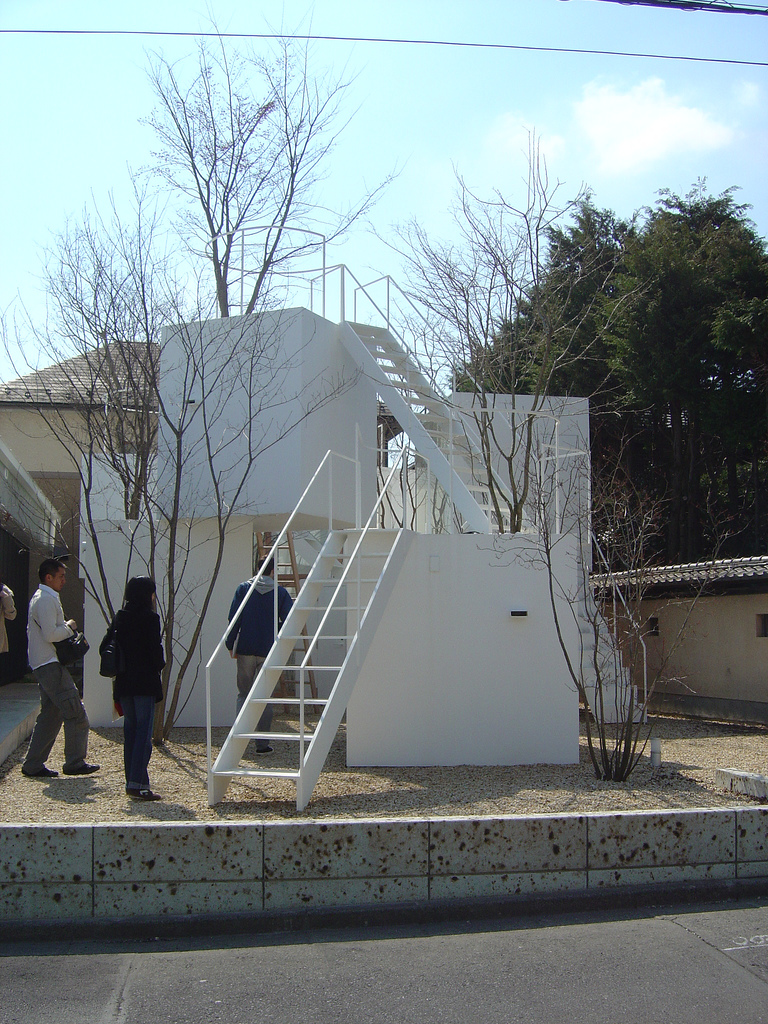
House before House
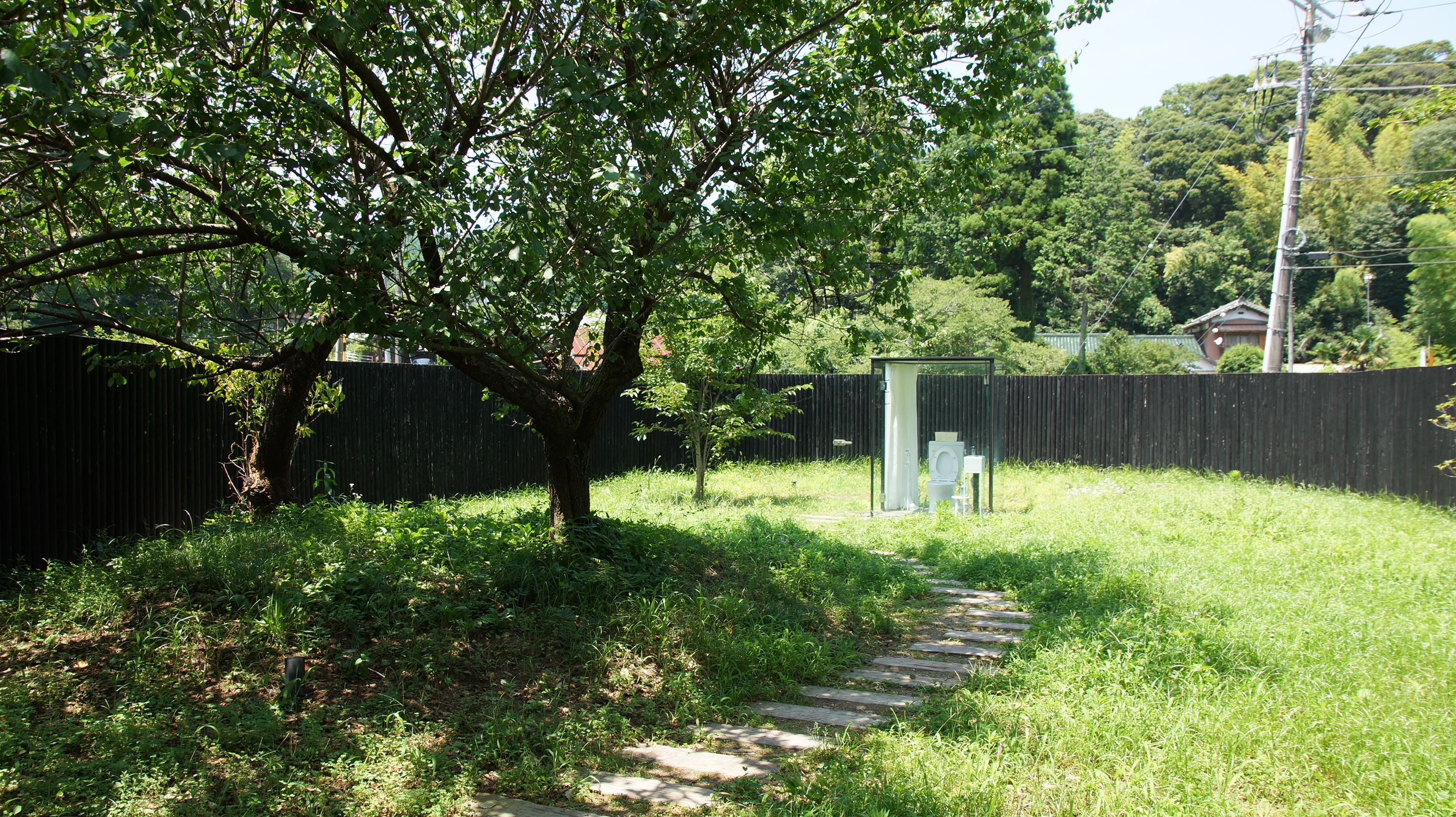
市原の公衆トイレ
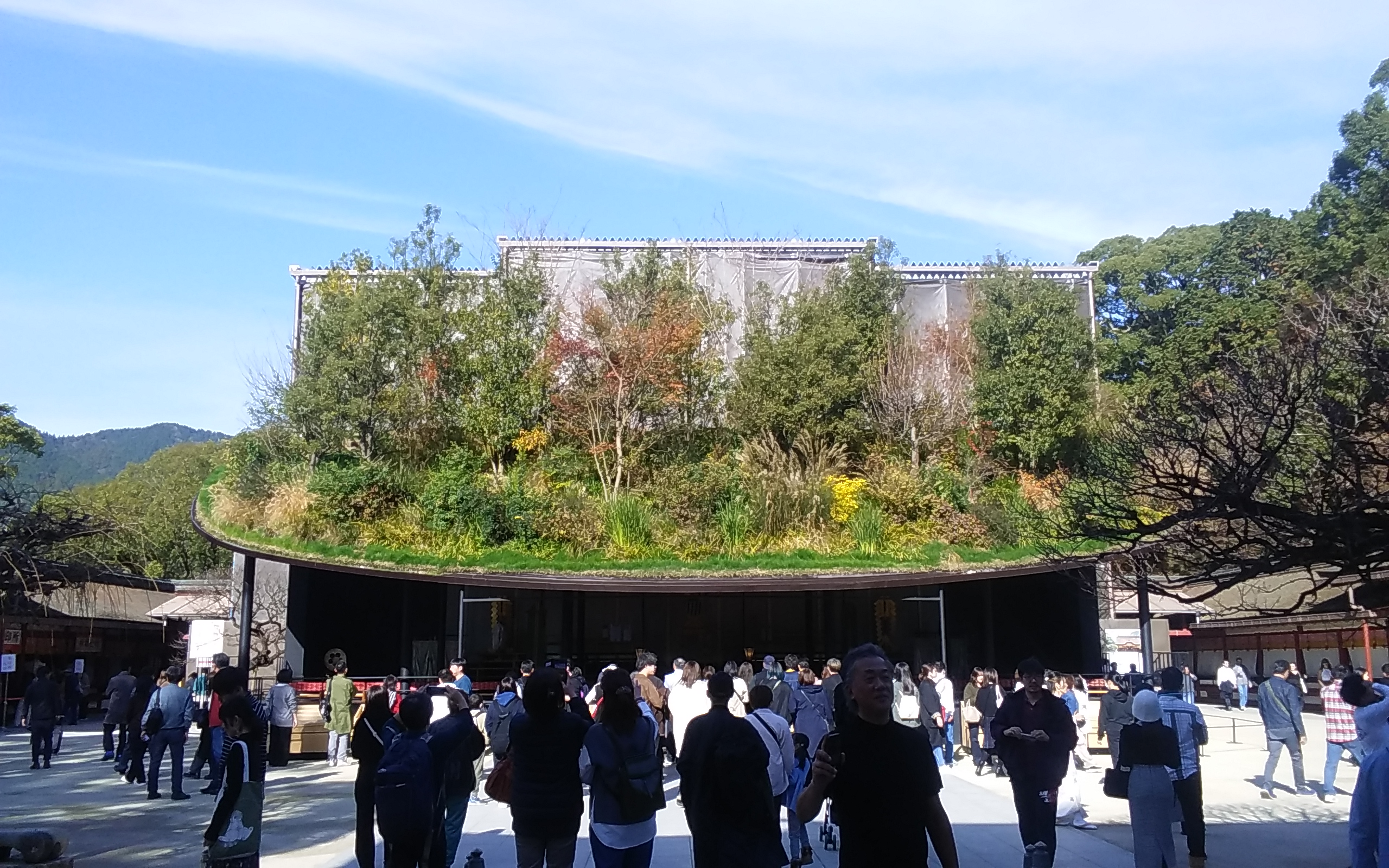
太宰府天満宮仮殿
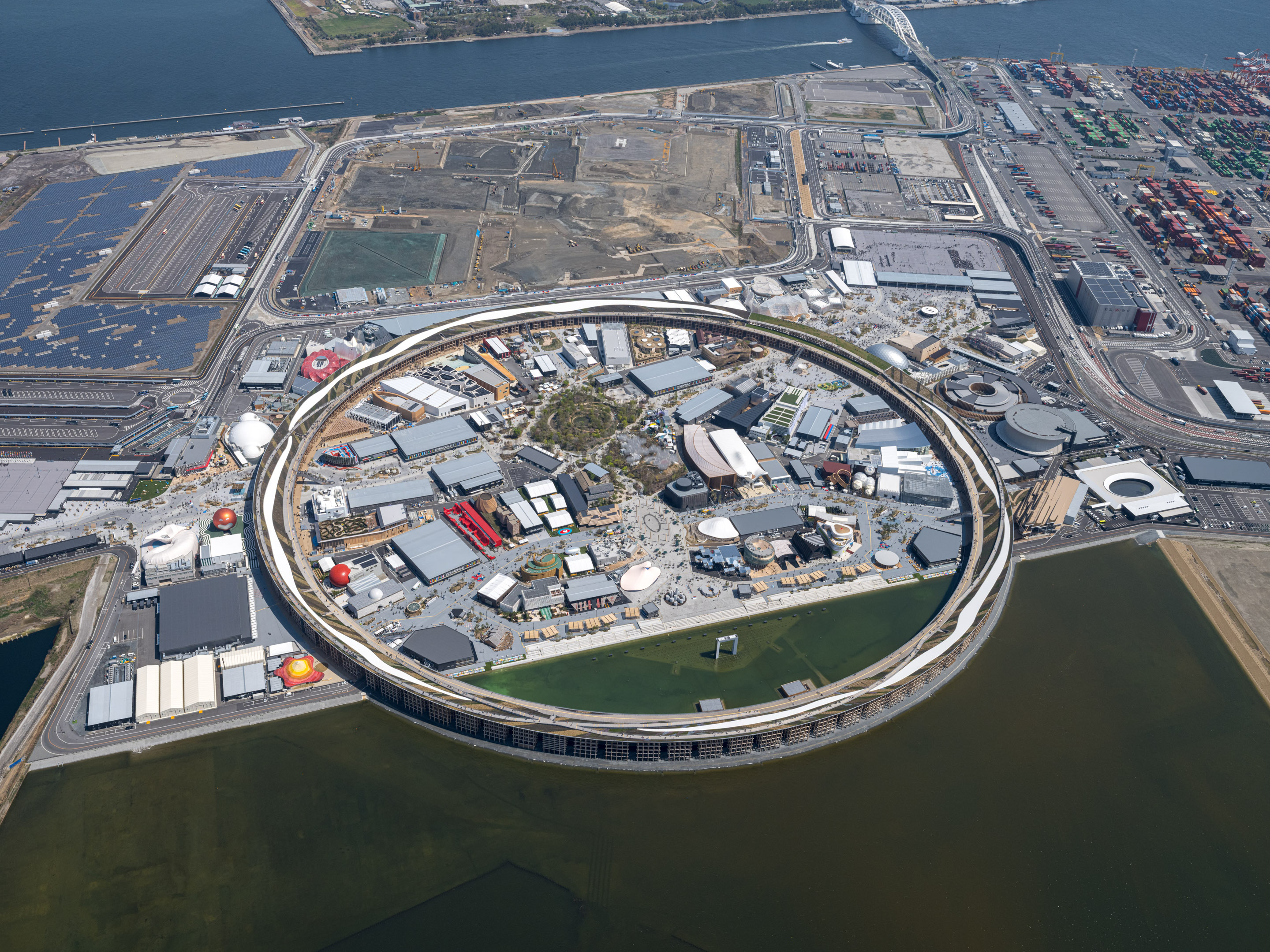
大阪・関西万博 大屋根リング

## 受賞歴
- 1995年 S病院作業法棟 SD REVIEW 1995 入選（24歳）
- 1997年 D-HOSPITAL SD REVIEW 1997 SD賞（26歳）
- 2000年 M Hospital Day-care House SD REVIEW 2000 槇賞（29歳）
- 2000年 青森県立美術館設計競技 2位（29歳）
- 2003年 安中環境アートフォーラム国際設計競技 最優秀賞（受賞したが、建設は凍結）
- 2004年 日本建築家協会JIA新人賞：伊達の援護寮（33歳）
- 2004年 北海道赤レンガ建築賞奨励賞：伊達の援護寮
- 2005年 くまもとアートポリス「次世代モクバン」設計競技 最優秀賞（34歳）
- 2005年 AR AWARDS 2005 入賞：伊達の援護寮・T house
- 2006年 AR AWARDS 2006 優秀賞：7/2 house
- 2006年 AR AWARDS 2006 大賞：情緒障害児短期治療施設
- 2006年 東京建築士会住宅建築賞 金賞：T house
- 2007年 KENNETH F. BROWN ARCHITECTURE DESIGNAWARD 入選
- 2007年 武蔵野美術大学図書館設計プロポーザル 最優秀賞
- 2008年 第1回日本建築大賞：情緒障害児短期治療施設（37歳）
- 2011年 TWO EQUAL FIRST PRIZES：Beton Hala Waterfront Center 2011 Architectural Competition
- 2011年 台湾タワー国際設計競技 最優秀賞
- 2012年  イタリアヴェネチア・ビエンナーレ第13回国際建築展 金獅子賞

## 著書

### 単著
- 『建築が生まれるとき』王国社、2010年 ISBN 978-4860730475
- 『藤本壮介読本』ADAエディタトーキョー、2011年 ISBN 978-4871406741
- 『Sou Fujimoto Architecture Works 1995-2015』TOTO#TOTO出版、2015年 ISBN 978-4887063495
- 『藤本壮介 建築への思索 世界の多様さに耳を澄ます』聞き手：瀧口範子、TOTO出版、2019年 ISBN 978-4887063808

### 共著
- 『藤本壮介|原初的な未来の建築』五十嵐太郎、伊東豊雄、藤森照信共著 INAX出版 現代建築家コンセプト・シリーズ、2008年
- 『20XXの建築原理へ（建築のちから）』INAX出版、2009年

### 作品集
- 『2G』2010年
- 『EL CROQUIS 151：Sou Fujimoto 2003-2010』2010年

## テレビ出演
- 2009年11月7日：トップランナー（NHK総合テレビ）
- 2012年2月5日、2月12日：TOKYO AWARD（テレビ東京）

## 藤本壮介建築設計事務所の出身者
- 山田紗子：所員。建築家。
- 青木弘司：所員。建築家。
- 田村直己：所員。建築家。
- 佐々木慧：所員。建築家。

## その他
- 長谷工住まいのデザインコンペティション、日新工業建築設計競技などで審査委員を歴任。